# Holley (Nowy Jork)
Holley – wieś w Stanach Zjednoczonych, w stanie Nowy Jork, w hrabstwie Orleans.